# 390-ті до н. е.

## Події
- правління в Спарті царя Агесілая II
- 399 — сходження на престол в Стародавньому Єгипті Неферіта I, першого фараона XXIX — передостанній самостійній династії фараонів;
- 393—381 до н. е. — в Стародавньому Єгипті правління фараона Ахоріса.